# كرا-سور-ريسوز
كرا-سور-ريسوز (بالفرنسية: Cras-sur-Reyssouze)‏ هي بلدية فرنسية تقع في إقليم الآن في فرنسا. رمز إنسي لها هو:1130. أما الرمز البريدي لها فهو: 1340.